# Otto Erich Kahn
Otto Erich Kahn (* 4. März 1908 in Borsigwalde bei Berlin; † 16. April 1977 in Münster) war ein deutscher Angehöriger der Waffen-SS, der am Massaker von Oradour-sur-Glane beteiligt war.

## Leben
Otto Erich Kahn trat am 23. Oktober 1938 mit der Nummer 2047 in die SS-Verfügungstruppe, später 2. SS-Panzerdivision „Das Reich“ ein. Über seinen vollständigen Werdegang in der SS existieren derzeit noch keine gesicherten Angaben. Er nahm am Frankreichfeldzug 1940 teil und erhielt das Eiserne Kreuz 2. Klasse (27. November 1940). Er kämpfte später mit der 2. SS-Panzerdivision „Das Reich“ an der Ostfront, war u. a. Kompaniechef der 3. Kompanie im I. Bataillon des SS-Panzergrenadier-Regiment 4 „Der Führer“. Regimentskommandeur war SS-Brigadeführer Heinz Lammerding, Kahns Bataillonskommandeur war Sturmbannführer Adolf Diekmann.

## Massaker von Oradour-sur-Glane
Am 10. Juni 1944, nachdem die Alliierten wenige Tage zuvor in der Normandie gelandet waren, nahm Otto Erich Kahn am Massaker von Oradour-sur-Glane teil. Er gehörte, wie Heinz Barth, zu den Verantwortlichen des Massakers, bei dem 643 Zivilisten ermordet wurden. Die Kompanie verließ Nieul am 12. Juni und kam wenige Tage später in der Normandie an. Infolge der Gefechte südwestlich von Caen war das Regiment erheblich dezimiert.
Aus dem Bordeaux-Prozess im Jahr 1953, bei dem ehemalige elsässische Freiwillige der Waffen-SS für ihre Teilnahme an dem Massaker verurteilt wurden, sind mehrere Zeugenaussagen erhalten, die die Mittäterschaft von Otto Erich Kahn belegen und damit nachweisen, dass er maßgeblich an den Morden beteiligt war und dabei brutal vorging.

## Nach dem Krieg
Das Kriegsende erlebte Otto Erich Kahn in Prag. Er geriet anfangs in sowjetische Kriegsgefangenschaft und wurde, weil er sich als Hauptmann der Wehrmacht ausgab, Ende 1945 nach Deutschland freigelassen. Über Österreich kehrte er nach Westdeutschland zurück und lebte unbehelligt in Ottmarsbocholt, wo er 1977 beigesetzt wurde. Er war verheiratet und Vater von drei Kindern.

## Nachwirkungen
Im Sommer 2024 wurde durch einen Zeitungsbericht in den Westfälischen Nachrichten seine Rolle in Oradour einem größeren Leserkreis bekannt. Weitere Recherchen ergaben, dass er sich im Zuge seiner Entnazifizierung durch eine erfundene Wehrmacht-Vita reinwaschen konnte. Dennoch war er in den Folgejahren an einigen Prozessen gegen seine Vorgesetzten als Zeuge eingebunden. Weitere spätere Ermittlungsverfahren und Prozesse verliefen ergebnislos, meist weil die früheren Täter nicht mehr verhandlungsfähig waren oder eine unmittelbare Täterschaft nicht zweifelsfrei nachzuweisen war.